# 南院门街道
南院门街道，是中华人民共和国陕西省西安市碑林區下辖的一个乡镇级行政单位。

## 行政区划
南院门街道下辖以下地区：
大车家巷社区、南院门社区、保吉巷社区、南广济街社区、钟楼社区、印花布园社区、书院门社区和德福巷社区。